# Koritno (Oplotnica)
Koritno is een plaats in Slovenië en maakt deel uit van de gemeente Oplotnica in de NUTS-3-regio Podravska. De plaats telde 189 inwoners op 1 januari 2020.